# 22492 Mosig
22492 Mosig è un asteroide della fascia principale. Scoperto nel 1997, presenta un'orbita caratterizzata da un semiasse maggiore pari a 2,8754073 UA e da un'eccentricità di 0,0185426, inclinata di 3,26577° rispetto all'eclittica.